# Dresi Wetan
Dresi Wetan is een bestuurslaag in het regentschap Rembang van de provincie Midden-Java, Indonesië. Dresi Wetan telt 1064 inwoners (volkstelling 2010).